# Malerweg

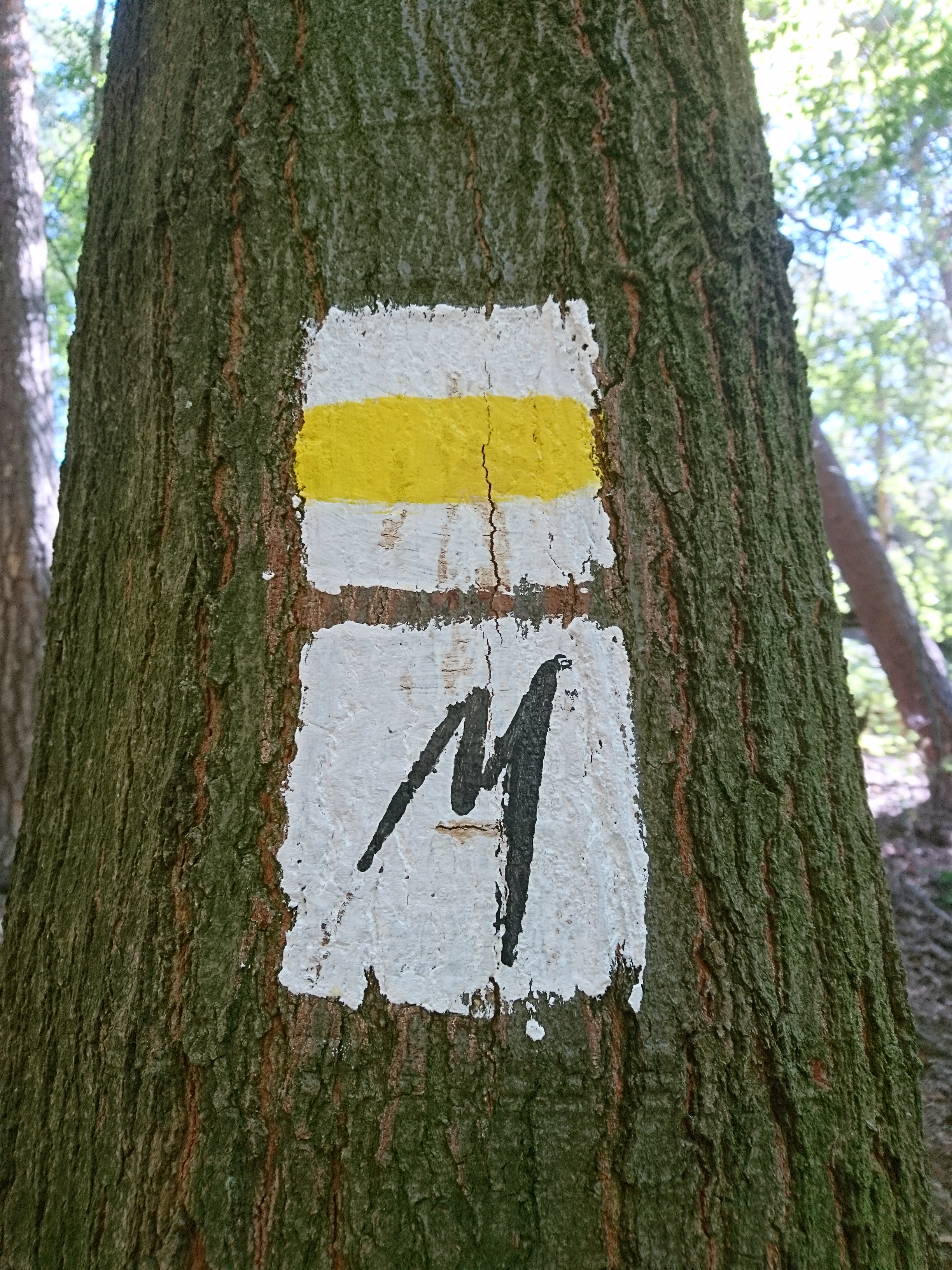

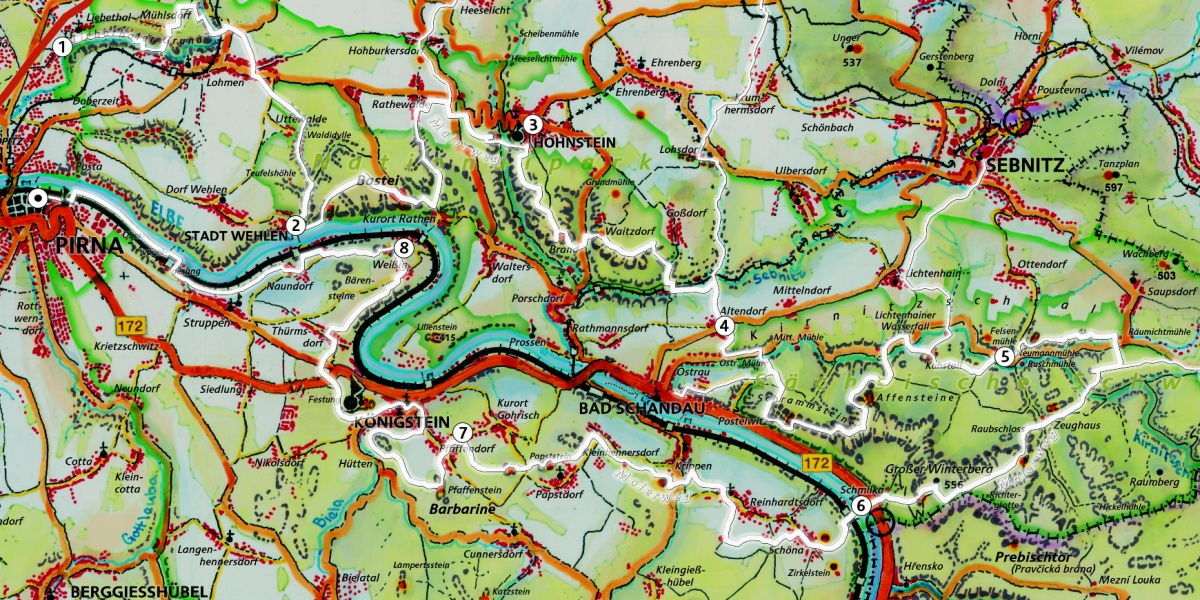

De Malerweg is een langeafstandswandelpad in  Saksisch-Zwitserland in Duitsland. Het (sinds 2006 met een zwarte M) bewegwijzerde pad is 116 kilometer lang en bestaat uit acht etappes. De route voert door Nationaal Park Sächsische Schweiz.